# PD-1
PD-1（プログラム細胞死1, Programmed cell death 1）は活性化T細胞の表面に発現する受容体（またはその遺伝子）である。一方、PD-1に結合するリガンドであるPD-L1および PD-L2は、抗原提示細胞の表面や血管内皮等に発現し、T細胞を抑制させ自己への攻撃を抑制する役割を担っているが、一部の癌細胞では同じものを表面に多く発現する場合があり免疫による癌細胞への攻撃回避を促進させてしまう。PD-1かPD-L1のどちらかを人工的に作った抗体で蓋をしてしまうことで結合を阻害しT細胞を抑制させない薬が認可されたが、副作用として自己免疫疾患（自己組織への攻撃）が起こる場合がある。

## 概要
PD-1（Programmed cell death 1）は1992年にT細胞の細胞死誘導時に発現が増強される遺伝子として研究開始時にはまだ京都大学本庶佑研究室の大学院生であった石田靖雅らによって 同定・命名された。T細胞は胸腺で作られるが、その際自己攻撃性を獲得した危険なT細胞がアポトーシスで自死する際に重要な役割を果たすものであって欲しい、という願いをこめて、Programmed Death-1と命名した、と石田は述べている。
発見者の石田は発見後わずか一年でPD-1研究から離れたが、その後も本庶佑の研究室では他の研究員らにより長年に渡って継続された。
不明であったPD-1の機能も当初石田が期待したT細胞のアポトーシス誘導は示されず、一方で1998年に作製されたPD-1欠損マウスが脾腫、血中免疫グロブリンの増加、脾B細胞の抗IgM刺激に対する反応性亢進等を来したことから、T細胞が生体内に広がった後に免疫反応を負に制御する事は示されるに至った。
またある種の腫瘍細胞はPD-1に結合し作用させるPD-L1/2蛋白を多く発現し、 免疫監視からの逃避を促進していることが明らかになり、これらの成果を基に2014年7月には世界初の免疫チェックポイント阻害剤である抗PD-1抗体薬が悪性黒色腫の治療薬として認可された。その後抗PD-L1抗体薬も認可されている。